# 北海道由仁商業高等学校
北海道由仁商業高等学校（ほっかいどう ゆにしょうぎょうこうとうがっこう、Hokkaido Yuni Business High School）は、かつて北海道夕張郡由仁町新光にあった道立商業高等学校。
1948年開校。2009年度より新入生募集を停止し、2011年3月に閉校した。

## 沿革
- 1948年
  - 10月30日 - 北海道立空知農業高等学校由仁分校として、設置が認可される。[1]
  - 12月14日 - 開校式及び入学式を挙行する。
  - 12月15日 - 授業を開始する。
- 1950年5月1日 - 北海道由仁高等学校として独立する。
- 1964年3月31日 - 道立に移管される[1]。
- 1985年4月1日 - 北海道由仁商業高等学校となる。
- 1997年10月26日 - 創立50周年記念式を挙行する。
- 2009年4月1日 - 生徒募集停止。
- 2011年
  - 3月31日 - 閉校。
  - 10月12日 - 跡地に由仁町立由仁中学校（同町立三川中学校と統合）が移転[1]。

## 周辺
- 由仁町立由仁小学校
- 国道234号